# Castles N' Coasters
Castles N' Coasters est un parc d'attractions et un centre de divertissement situé à Phoenix, en Arizona. Sur environ 40 hectares, le parc comprend quatre parcours de golf miniature extérieurs de 18 trous, divers manèges et une salle de jeux vidéo. Le parc a été construit en 1976 et est conçu sur le thème du Moyen-Orient bien que d'autres époques y soient présentées comme un des parcours de golf miniature et l'attraction des bûches qui sont sur le thème de l'Ouest américain.
Parmi les autres attractions, il y a une piste de karting, des autos-tamponneuses, des bateaux-tamponneurs, deux parcours de montagnes russes qui s'appellent Patriot et Desert Storm, divers manège à sensations forte comme Magic Carpet, Sea Dragon, Free Fall ou Sky Diver et un parcours de bûche appelé Splashdown.

## L'histoire
En 1976, le parc ouvre ses portes sous le nom de Gold n' Stuff. Il est ensuite renommé en 1992 Castles N' coasters après avoir construit sa zone Ride Park. La même année le parc s'agrandit de 10 hectares afin d'accueillir deux nouvelles montagnes russes, Desert Storm et Patriot. Toujours en 1992, le parc construit également un nouveau bâtiment pour accueillir des jeux d'arcade.

## Manèges et attractions

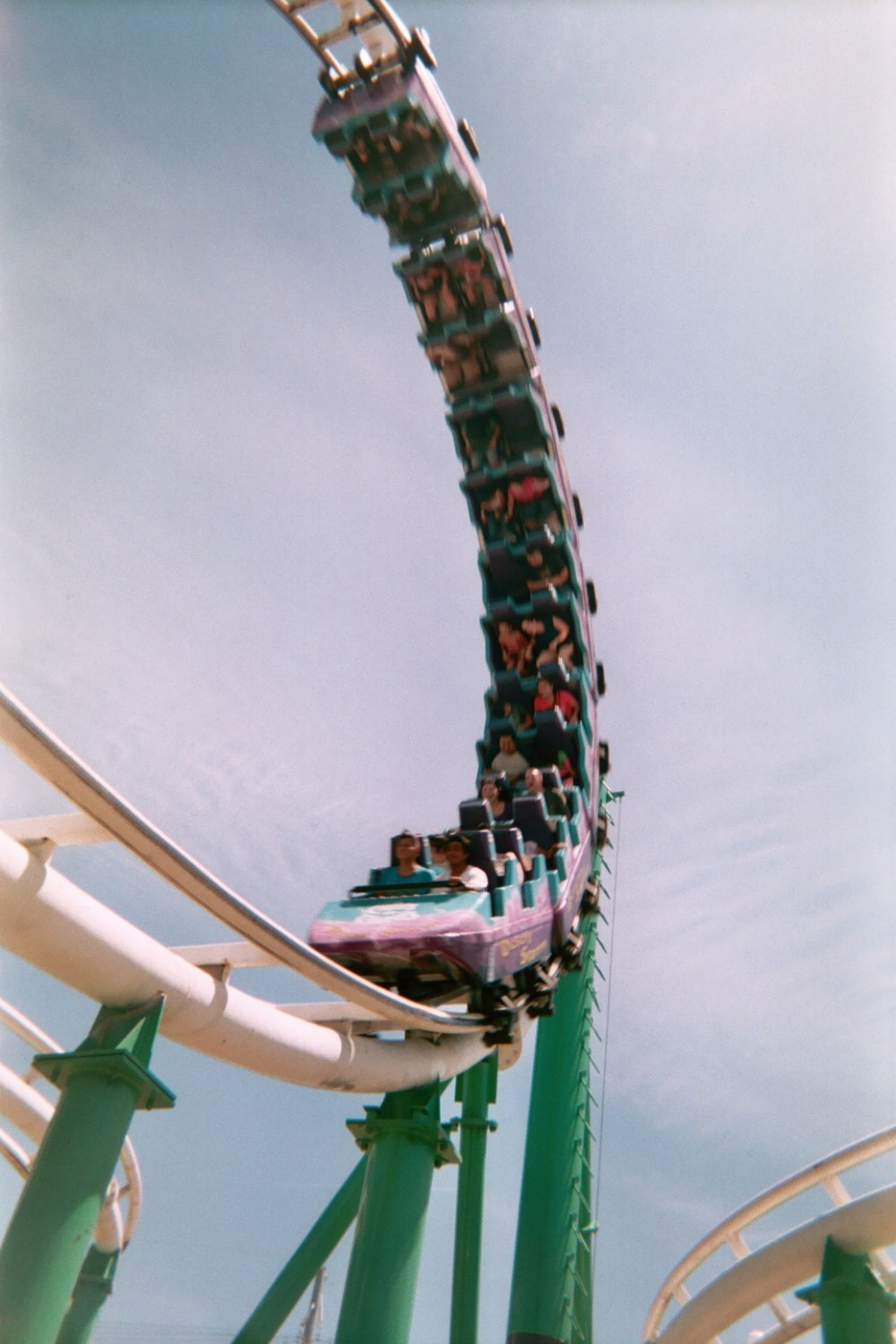
Desert Storm

- Desert Storm est une des principales attraction du parc. Le tracé de ces montagnes russes comporte deux loopings.
- Patriot sont les secondes montagnes russes du parc. Elles sont aux couleurs du drapeau des États-Unis comme son nom l'indique. Patriot est une création de Hopkins Rides.
- Splashdown est un parcours de bûches. Il travers plusieurs décors comme une ville de forestiers, des cascades, des représentations d'éléphants d'Afrique et des huttes indigènes. Le parcours comprend deux chutes, la première de 3 m et la seconde de 9 m.
- Sky Diver est une tour de chute de 37 m.
- Free Fall est une version plus petite de Sky Diver.
- Sea Dragon est un grand navire viking monté sur balancier, fabriqué par Chance Rides.
- Les Ram Rods sont des autos-tamponneuses .
- Magic Carpet est un manège de type Music Express .
- Carrousel
- Li'l Indy est une piste de go-cart qui passe sous les montagnes russes Desert Storm.
- Bateaux tamponneurs
- Flying Bugs & Spinning Tops sont des manèges pour enfants situés près de la file d'attente de Desert Storm.
- Dixie Jr. Wheel est une grande roue de petite taille.
- Arcades
- Le golf miniature comprend quatre parcours. Ils sont tous différent des uns des autres, chacun comporte son propre thème.

## Incidents
Le 1er mai 2005, ont personnes sont restées bloquées près de trois heures après que la tour de chute du parc a dysfonctionné. Le manège est resté bloqué après que l'ascenseur est soudainement resté bloqué à mi-parcours de l'ascension. Les pompiers ont mis plus de trois heures à sauver les passagers bloqués à 9 m du sol.
Le directeur du parc a immédiatement annoncé la fermeture de l'attraction jusqu'à la fin de l'enquête qui doit déterminer les causes de l'incident.
« We don't know what happened » (« nous ne savons pas ce qu'il s'est passé »), a déclaré le directeur.
Le 30 mars 2015, deux jeunes garçons ont été brûlés sur l'attraction des bateaux tamponneurs après que leurs embarcation ait prit feu.
Le 28 novembre 2015, un garçon de douze ans, Dominick Leal, a été grièvement blessé après avoir chuté de son embarcation sur l'attraction des bûches. Il se serait tenu debout durant le parcours avant d'avoir chuté. Le garçon a dû être opéré d'urgence au cerveau.